# Leendert van Oosten
Leendert van Oosten (ur. 7 listopada 1884 w Rotterdamie, zm. 6 lipca 1936 w Hillegersbergu, ob. Rotterdam) – holenderski zapaśnik walczący w stylu klasycznym. Olimpijczyk z Londynu 1908, gdzie zajął dziewiąte miejsce w wadze półciężkiej.

## Turniej wLondynie 1908
| Konkurencja          | Walki               | Klas. końcowa |
| Konkurencja          | Przeciwnik I        | Miejsce       |
| -------------------- | ------------------- | ------------- |
| 93 kg styl klasyczny | Carl Jensen (DEN) P | 9.            |